# Sandracottus mixtus
Sandracottus mixtus là một loài bọ cánh cứng trong họ Bọ nước. Loài này được Blanchard miêu tả khoa học năm 1843.